# Philipp von Ingelheim gen. Echter von Mespelbrunn
Franz Carl Philipp von Ingelheim gen. Echter von Mespelbrunn (* 3. August 1801 in Hanau; † 22. Juli 1879 in Geisenheim) war kaiserlich-königlicher Kämmerer und Mitglied der Ersten Kammer der Landstände des Herzogtums Nassau.

## Leben
Franz Carl Philipp von Ingelheim gen. Echter von Mespelbrunn entstammte dem rheinischen Uradelsgeschlecht Ingelheim, aus dem zahlreiche namhafte Persönlichkeiten hervorgegangen sind. Er war ein Sohn des Geheimrats und Erzkämmerers Friedrich von Ingelheim gen. Echter von Mespelbrunn (177–1847) und dessen Ehefrau Antonia Gräfin von Westfalen zu Fürstenberg (1785–1867).
Er war kaiserlich-königlicher Kämmerer und Rittmeister in der Armee.
In den Jahren von 1855 bis 1857 vertrat er den Grafen Hugo Damian Erwein von Schönborn-Wiesentheid in der Herrenbank des Nassauischen Landtags.

### Familie
Am 7. Juni 1828 heiratete er Alexandrine Gräfin Stain zu Rechtenstein (* 3. Dezember 1808, † 15. April 1851)
Aus der Ehe ist der Sohn Friedrich (* 13. März 1829; † 9. Januar 1865, Kämmerer und Offizier) hervorgegangen.
Nach dem Tod seiner Frau heiratete er am 24. März 1852 in Wiesbaden Natalie Gräfin de Gentils de Langalerie (1806–1880). Die Ehe blieb kinderlos.

## Auszeichnungen
- Ehrenritter des souveränen Malteserordens